# Alejandra Valencia
Alejandra Valencia Trujillo (født 17. oktober 1994) er en mexicansk bueskytte. Hun blev valgt til at repræsentere Mexico under sommer-OL 2012 i London, hvor hun gik videre til anden runde.
Under sommer-OL 2020 i Tokyo tog hun bronze i mixed holdkonkurrence.
Under Sommer-OL 2024 som blev afholdt i Paris, tog hun bronze.